# 김수혁 (컬링 선수)
김수혁(1984년 5월 5일~)은 대한민국의 컬링 선수이다.